# Dendrobium dentatum
Dendrobium dentatum är en orkidéart som beskrevs av Gunnar Seidenfaden. Dendrobium dentatum ingår i släktet Dendrobium, och familjen orkidéer.
Artens utbredningsområde är Vietnam. Inga underarter finns listade i Catalogue of Life.